# Laila Youssifou
Laila Youssifou (Amsterdam, 2 gennaio 1996) è una canottiera olandese, vincitrice dell'argento olimpico nel 4 di coppia a Parigi 2024 insieme a Bente Paulis, Roos de Jong e Tessa Dullemans.
Aveva gareggiato nella stessa disciplina a Tokyo 2020 chiudendo al sesto posto.
In carriera vanta anche tre argenti mondiali, oltre a due ori, due argenti e due bronzi a livello europeo.

## Palmarès
- Giochi olimpici

Parigi 2024: argento nel 4 di coppia.
- Campionati del mondo di canottaggio

Račice 2022: argento nel 2 di coppia e nell'otto.
Belgrado 2023: argento nel 4 di coppia.
- Campionati europei di canottaggio

Glasgow 2018: argento nel 4 senza.
Poznań 2020: oro nel 4 di coppia.
Varese 2021: oro nel 4 di coppia.
Monaco di Baviera 2022: argento nel 2 di coppia, bronzo nell'otto.
Bled 2023: bronzo nel 2 di coppia.